# Jozef Kostka
Jozef Kostka (29. ledna 1912, Stupava, Uhersko – 20. září 1996 Bratislava, Slovensko) byl slovenský sochař a pedagog. Jedná se o významného zakladatele moderního slovenského sochařství.

## Školní léta
Jozef Kostka se vyučil v hrnčířské dílně svého strýce Ferdiše Kostky. V letech 1932–1937 studoval na Vysoké škole uměleckoprůmyslové v Praze u profesora Karla Dvořáka.
V letech 1938–1939 studoval na École nationale supérieure des beaux-arts v Paříži.

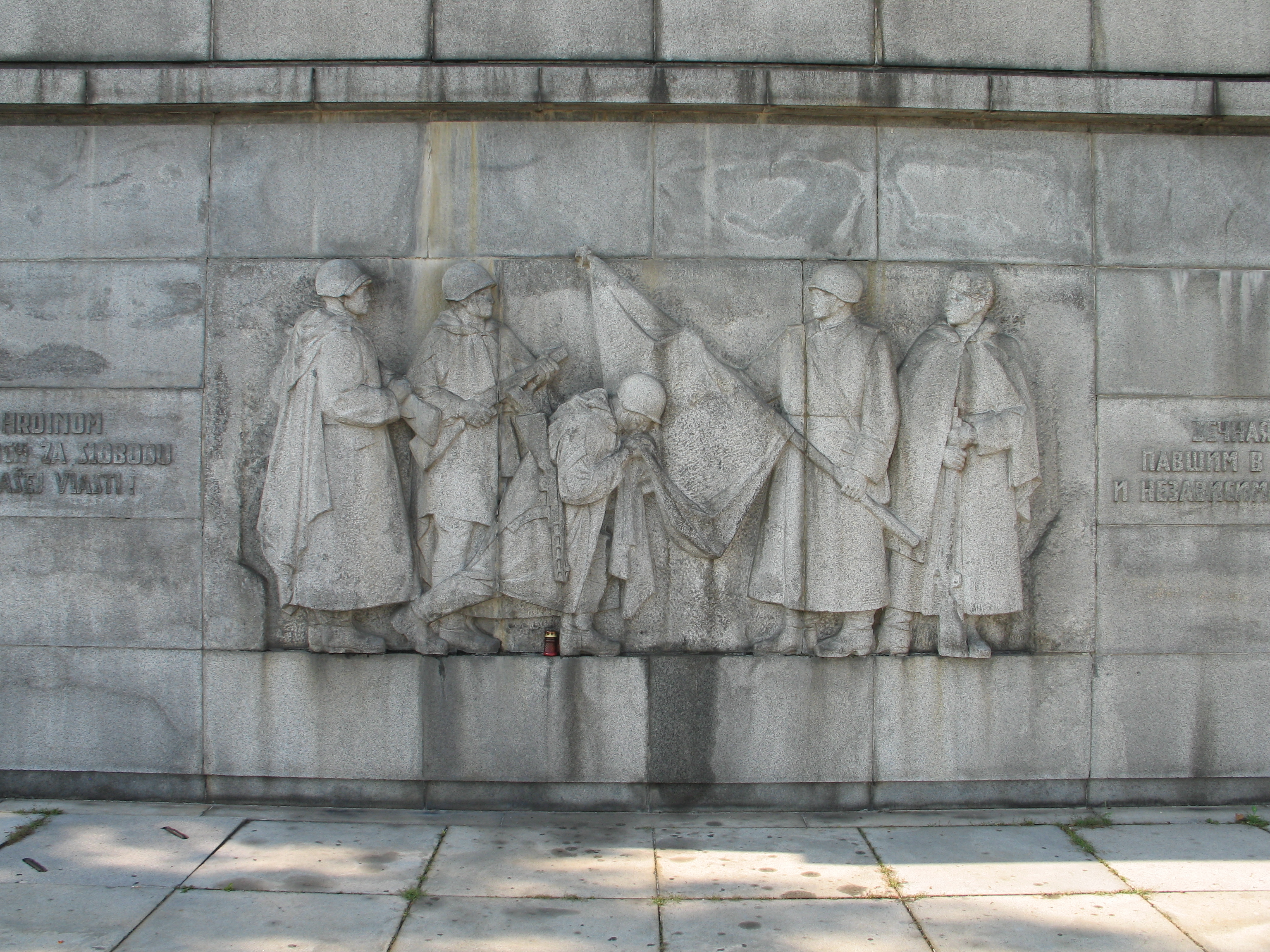
Figurální sousoší na bratislavském Slavíně

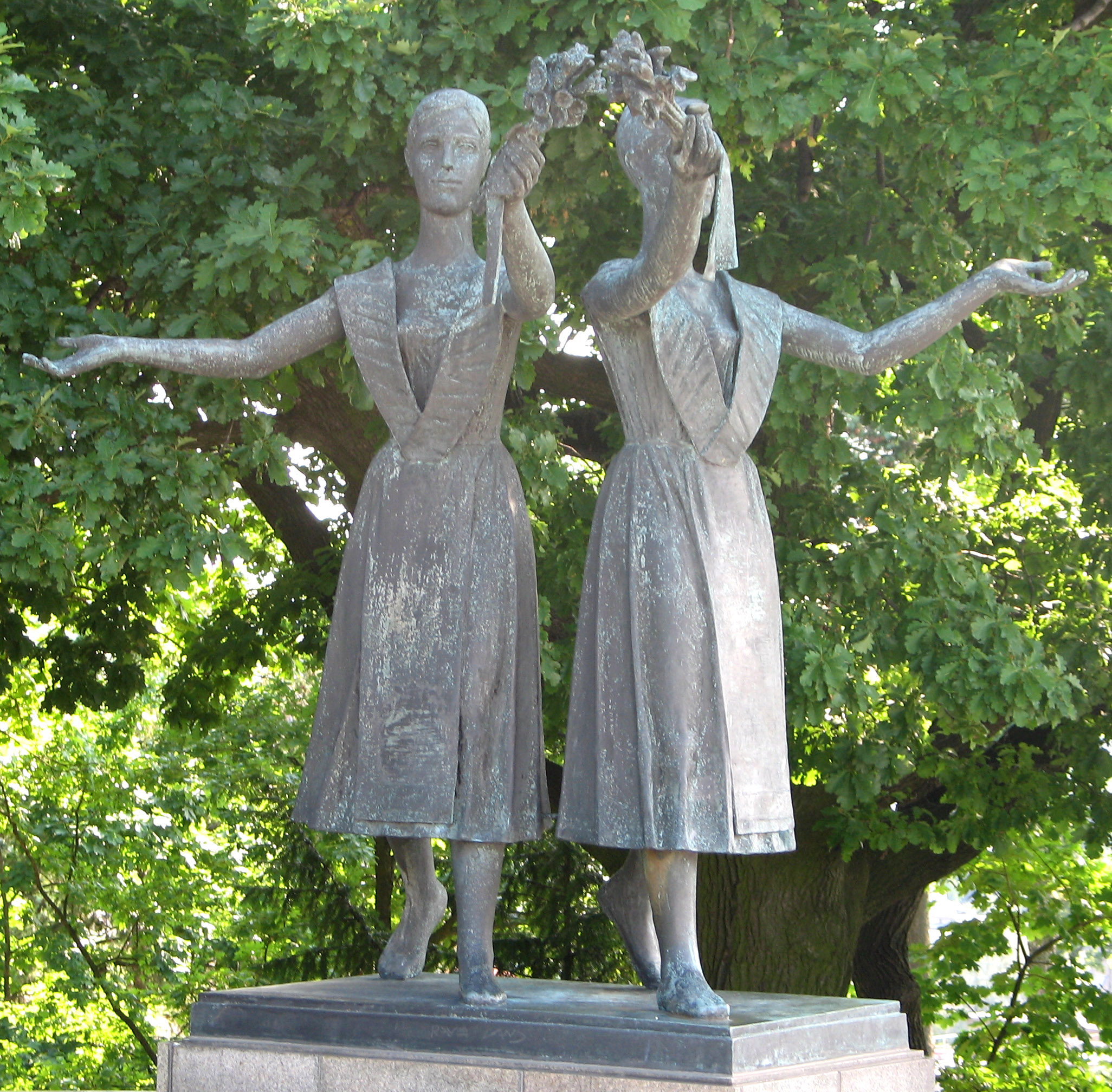
Sousoší „Díků“ na bratislavském Slavíně

## Pedagogická činnost
V letech 1940–1949 působil na Slovenské vysoké škole technické, obor modelování.
Tato škola byla jakousi předchůdkyní Vysoké školy výtvarných umění.

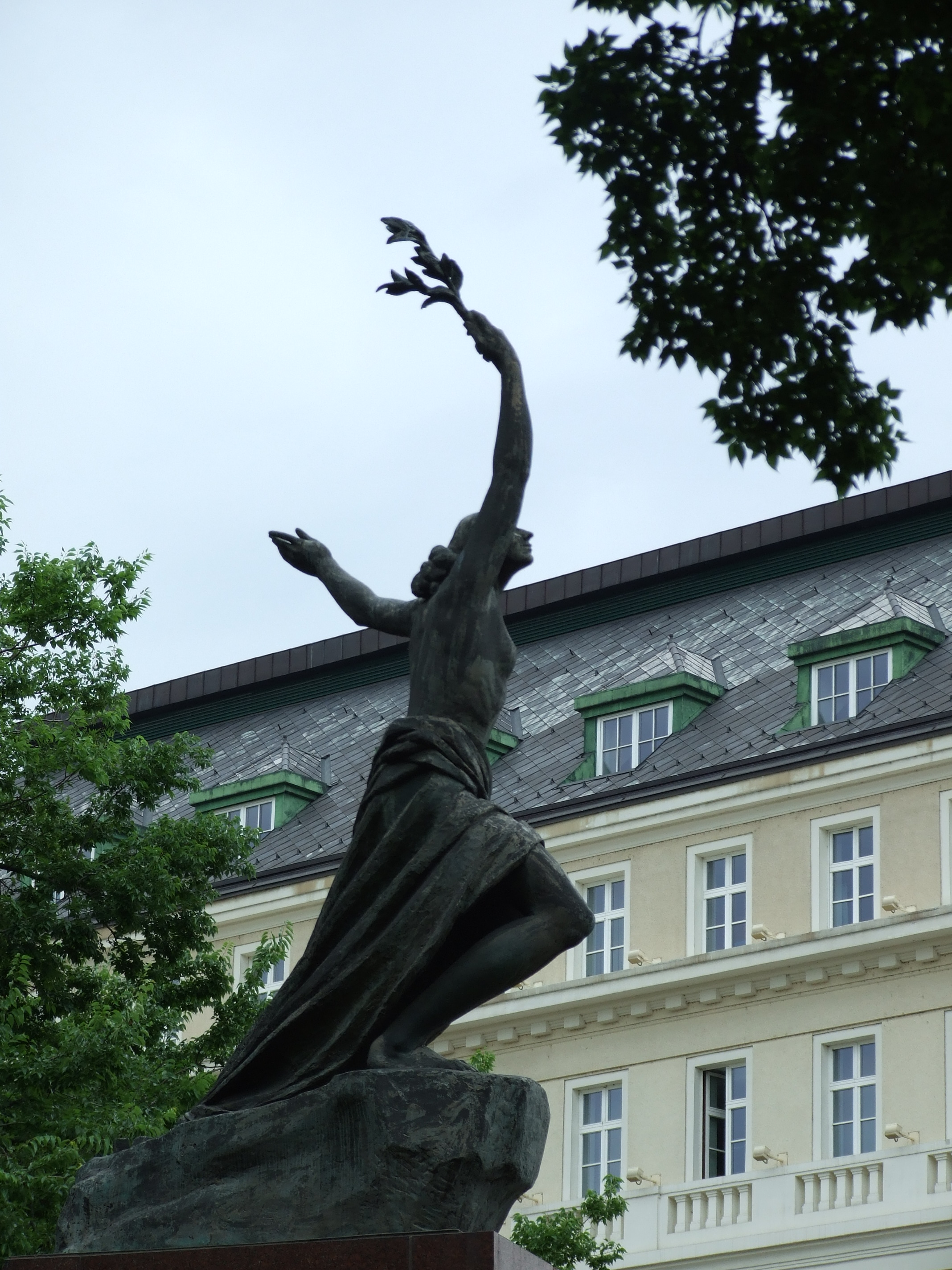
Památník Vítězství v Bratislavě (1946)

V roce 1949 spoluzaložil Vysokou školu výtvarných umění v Bratislavě.
Spolu s Rudolfem Pribišem vychovali množství slovenských sochařů (Jozef Jankovič, Juraj Meliš, Marián Huba, Roller). V jeho ateliéru působil dva roky jako asistent slovenský sochař Justín Hrčka. Až na nátlak normalizátorů školu opustil.

## Tvorba
Jeho tvorba je z větší části figurální, vyrovnává se s principy figurace, jak ji formuloval Auguste Rodin. Avšak zejména v 60. letech 20. století inklinoval i k archetypálnějším formám abstrakce navazuje na odkaz Constantina Brâncuşiho. V této části jeho tvorby se u něj naplno projevil smysl pro materiál a citlivé až lyrické zkoumání procesu tvorby plastiky. Je tvůrcem mnoha památníků např. pomník „Vítězství pro Bratislavu“ (1946–1949). Pomník Slovenského národního povstání pro Partizánske (1946–1950) patří mezi nejlepší památníky vytvořené na téma SNP. V roce 1957 se zúčastnil mezinárodního bienále v São Paulu. Na světové výstavě v Bruselu roku 1958 byl odměněn za reliéf „Na břehu řeky“ stříbrnou medailí, v témže roce se zúčastnil bienále v Benátkách. Je také autorem sousoší „Díků“ na bratislavském Slavíně 1963, či plastiky „Slovenské jaro“ – pomník Ľudovíta Štúra v Modře 1964. V letech 1966–1968 podnikl studijní cesty do Anglie, Francie a Itálie. Patří i k laureátům ceny Cypriána Majerníka z roku 1963 či k nositelům titulu národní umělec (1967). Navzdory těžkému období, ve kterém žil, dokázal si zachovat svůj lidský morální kredit.